# Onolbaatar Khulan
Onolbaatar Khulan (in lingua mongola Онолбаатарын Хулан; 27 luglio 1999) è una cestista mongola.

## Carriera
Con la Mongolia ha disputato la Coppa del Mondo Under-23 di pallacanestro 3x3 nel 2018 e nel 2019 anno in cui la squadra ha raggiunto i quarti di finale concludendo il torneo al sesto posto. 
Questi piazzamento hanno permesso di ottenere, tramite il ranking FIBA, la qualificazione per i Tokyo 2020, prima rappresentante mongola di uno sport di squadra ad ottenere la qualificazione ai Giochi Olimpici.
Khulan, insieme allo judoka Ölziibayaryn Düürenbayar, è stata portabandiera della rappresentativa mongola ai Giochi Olimpici di Tokyo 2021, prima donna a ricoprire questo ruolo per il suo paese.
Il fratello, Enkhbaatar Onolbaatar, ha fatto parte della squadra nazionale 3x3 della Mongolia nei Giochi Asiatici del 2018 e nella Coppa del Mondo U23 3x3 del 2018.